# Sylvaine
Pour les articles homonymes, voir Sylvaine (homonymie).
Ne doit pas être confondu avec Ochlodes venatus.
Ochlodes sylvanus
Espèce
La Sylvaine, Ochlodes sylvanus, est une espèce de lépidoptères (papillons) de la famille des Hesperiidae, répandue en Europe et en Asie tempérée.

## Description

### Imago
La Sylvaine est un petit papillon, dont la longueur de l'aile antérieure varie entre 14 mm à 17 mm.

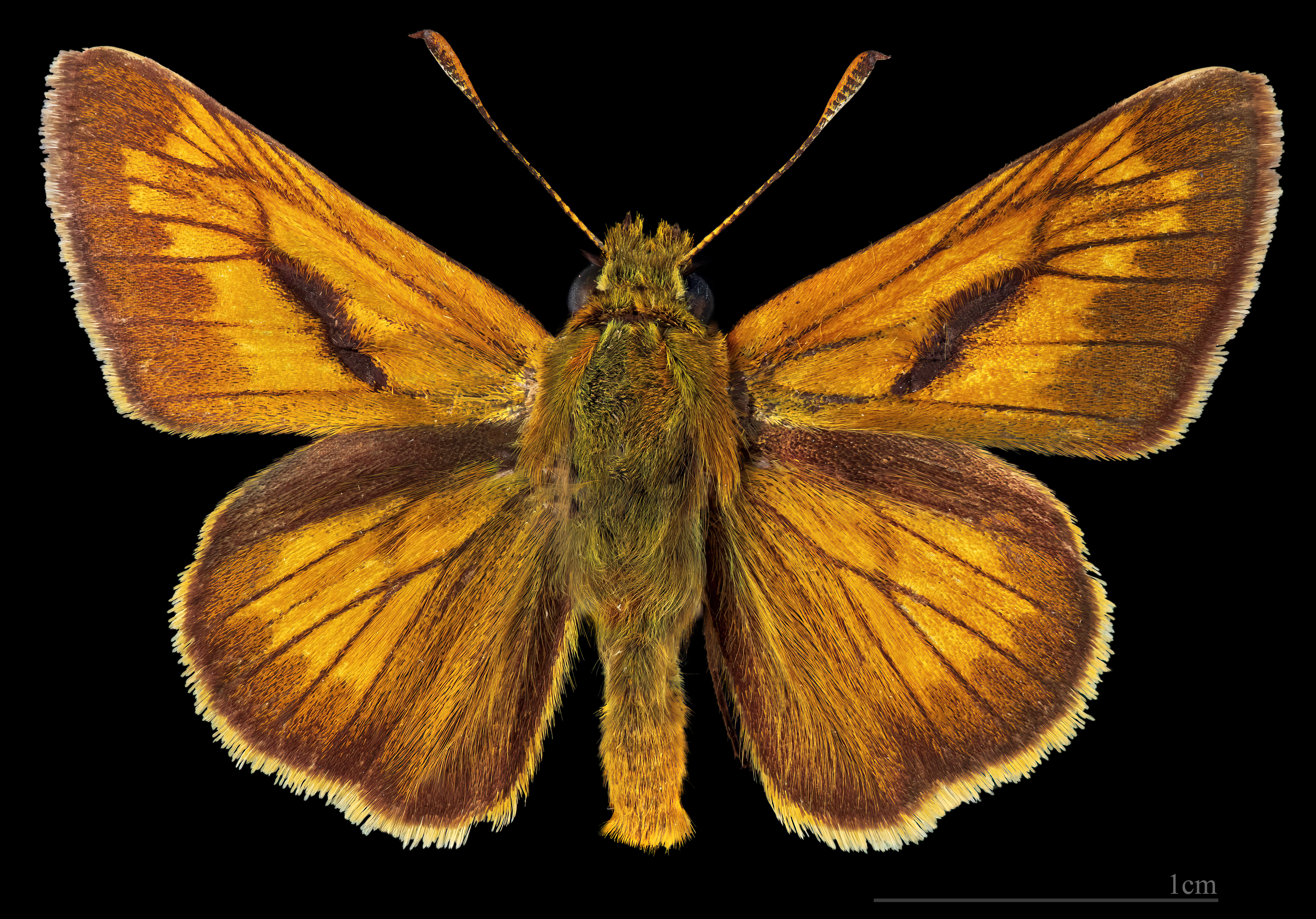
Ochlodes sylvanus ♂  MHNT
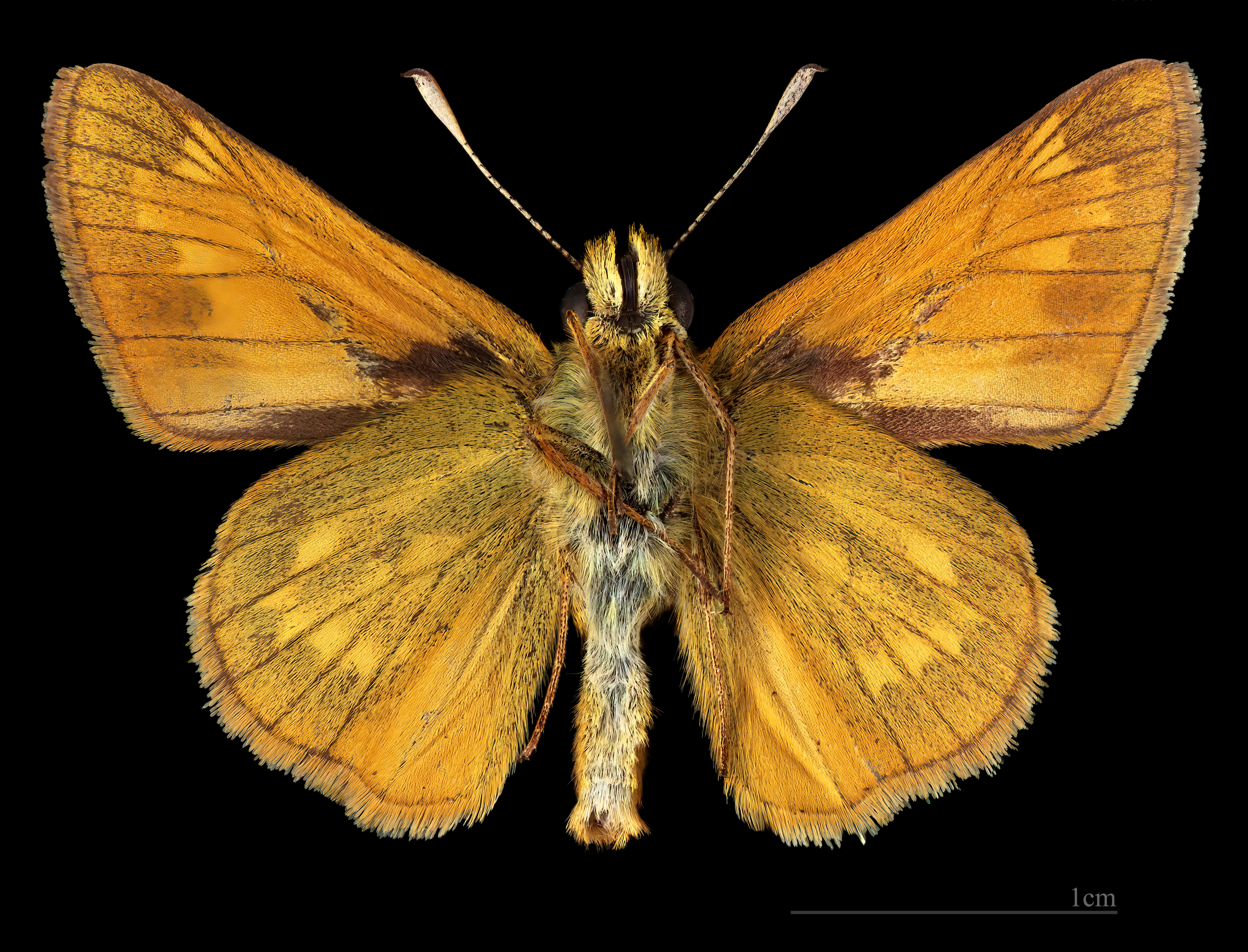
♂ △

Le dessus des ailes est fauve orangé bordé de marron, avec quelques taches plus claires.
Le mâle présente une large ligne androconiale sombre en travers du dessus de l'aile antérieure.
Le revers de l'aile postérieure est jaune verdâtre, marqué de taches plus claires peu distinctes. 
Ce caractère permet de distinguer la Sylvaine des espèces européennes ressemblantes : les Thymelicus qui n'ont pas de taches sous l'aile postérieure, et la Virgule chez laquelle ces taches sont blanc nacré.
Le corps est trapu ; les antennes sont largement séparées à leur base et crochues à leur extrémité. 
La Sylvaine a un vol très rapide. 
Lorsqu'elle se pose les ailes ouvertes, les ailes antérieures sont rabattues de façon oblique, masquant les ailes postérieures.

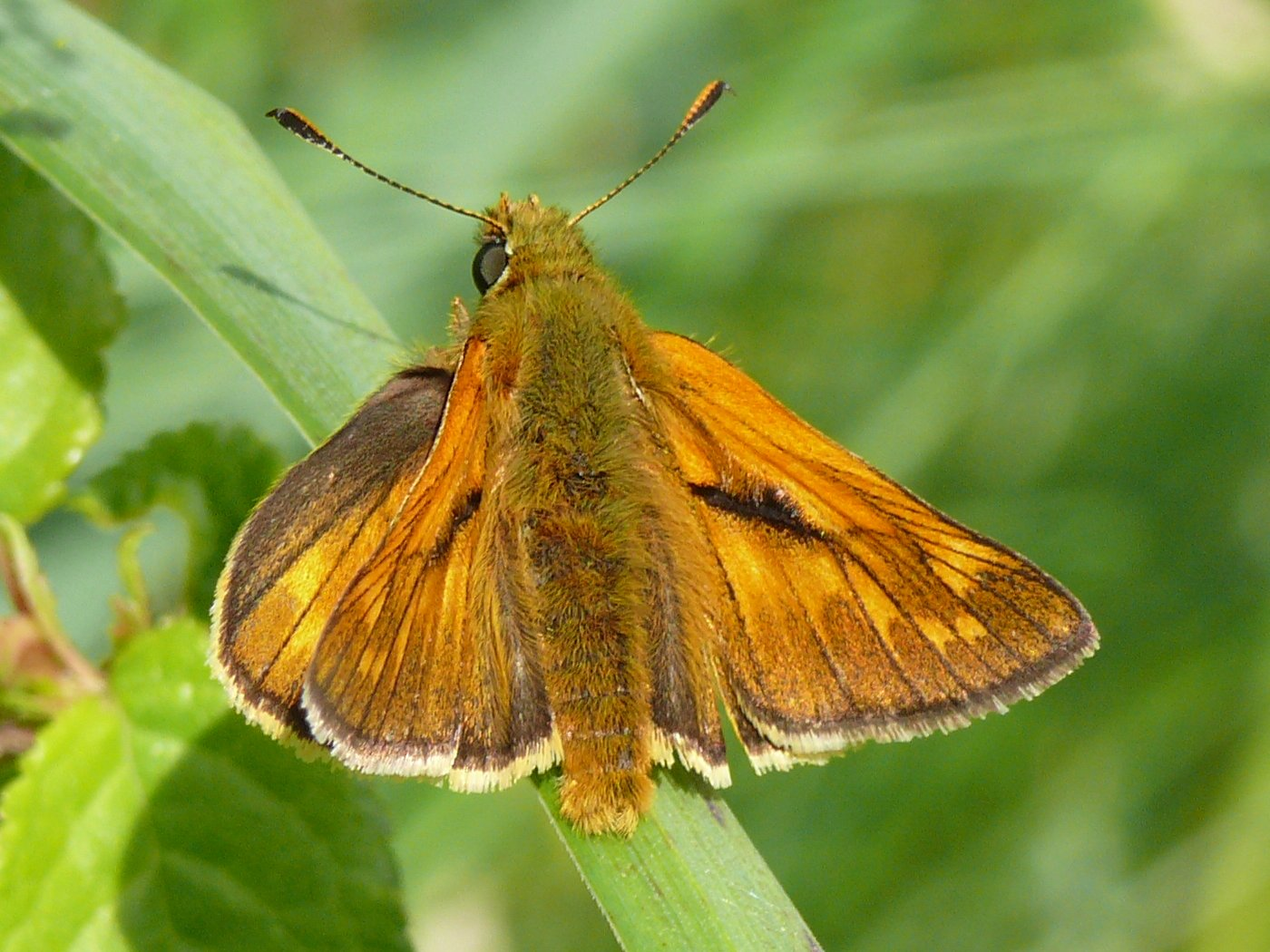
Vue du dessus d'un mâle
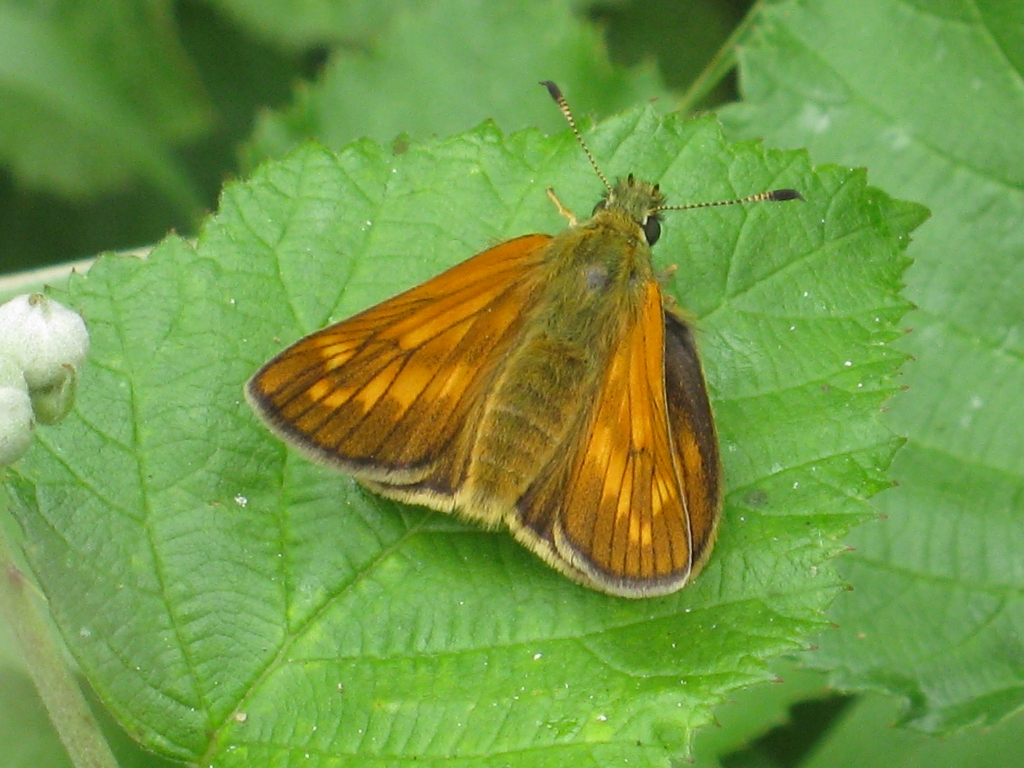
Vue du dessus d'une femelle
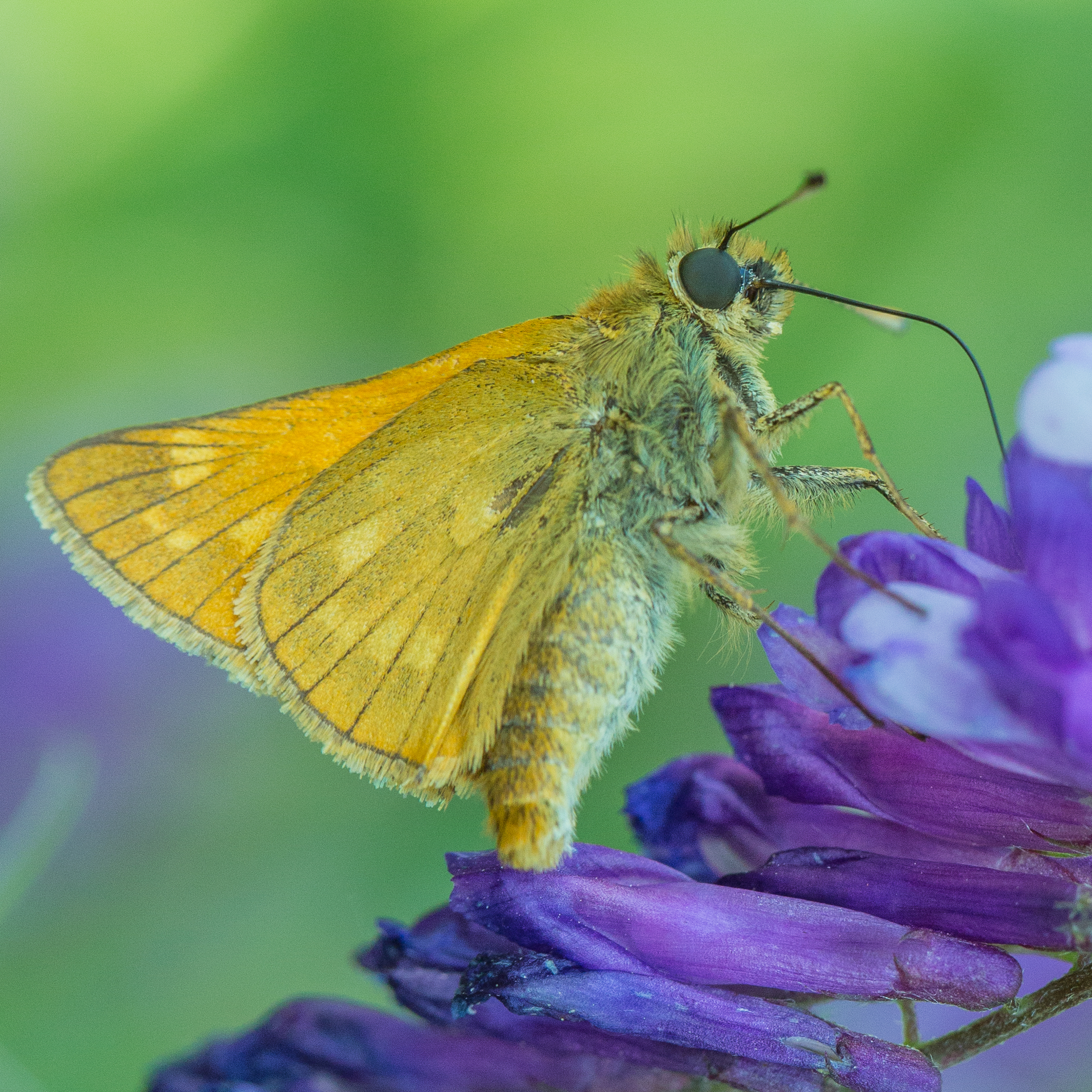
Vue du revers des ailes
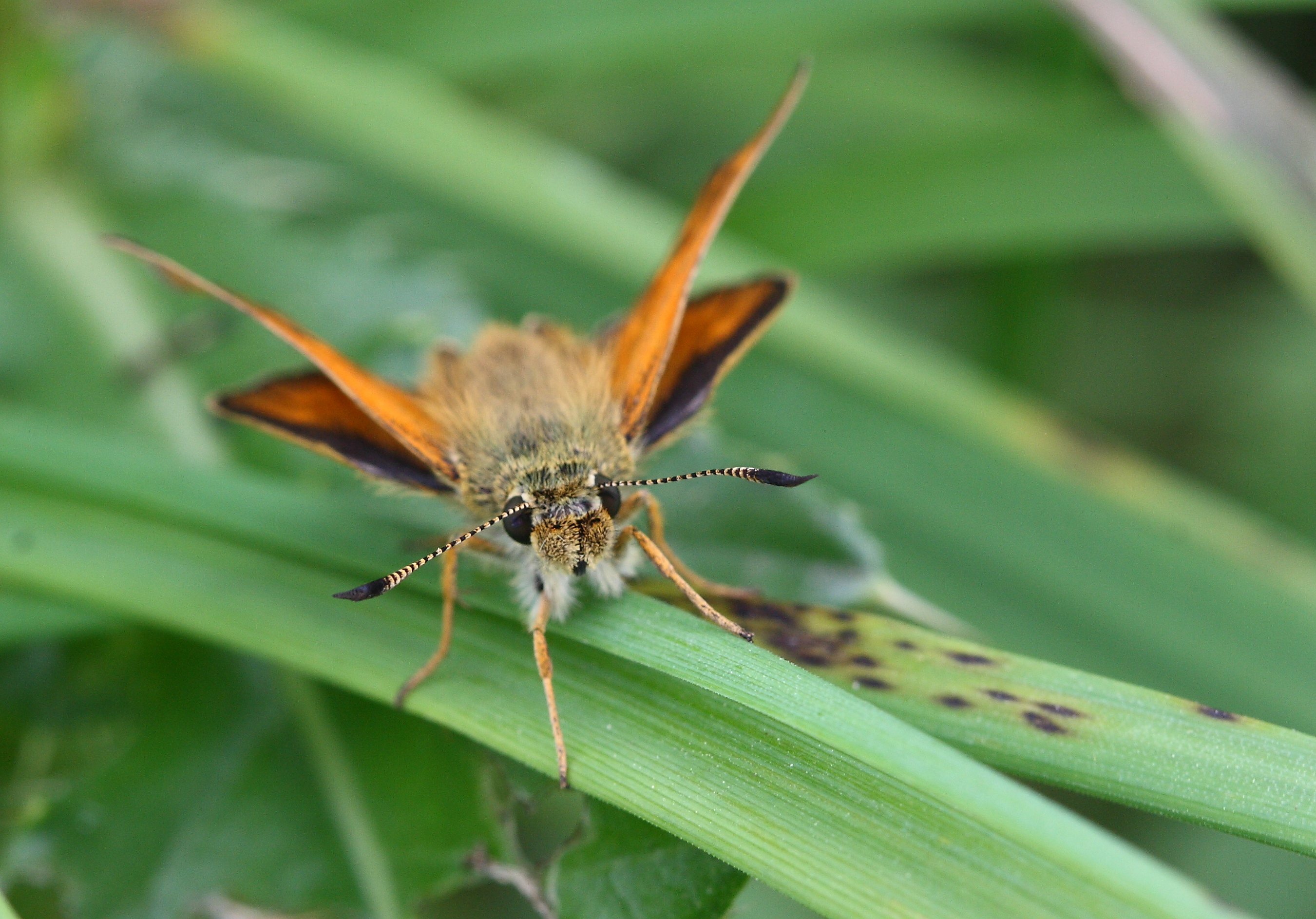
Vue de face

### Chenille
La longueur de la chenille peut atteindre 28 mm.
Son corps est vert bleuté, avec une ligne médio-dorsale foncée et une paire de lignes latérales jaunâtres situées au niveau des stigmates. La tête est noire et brune.

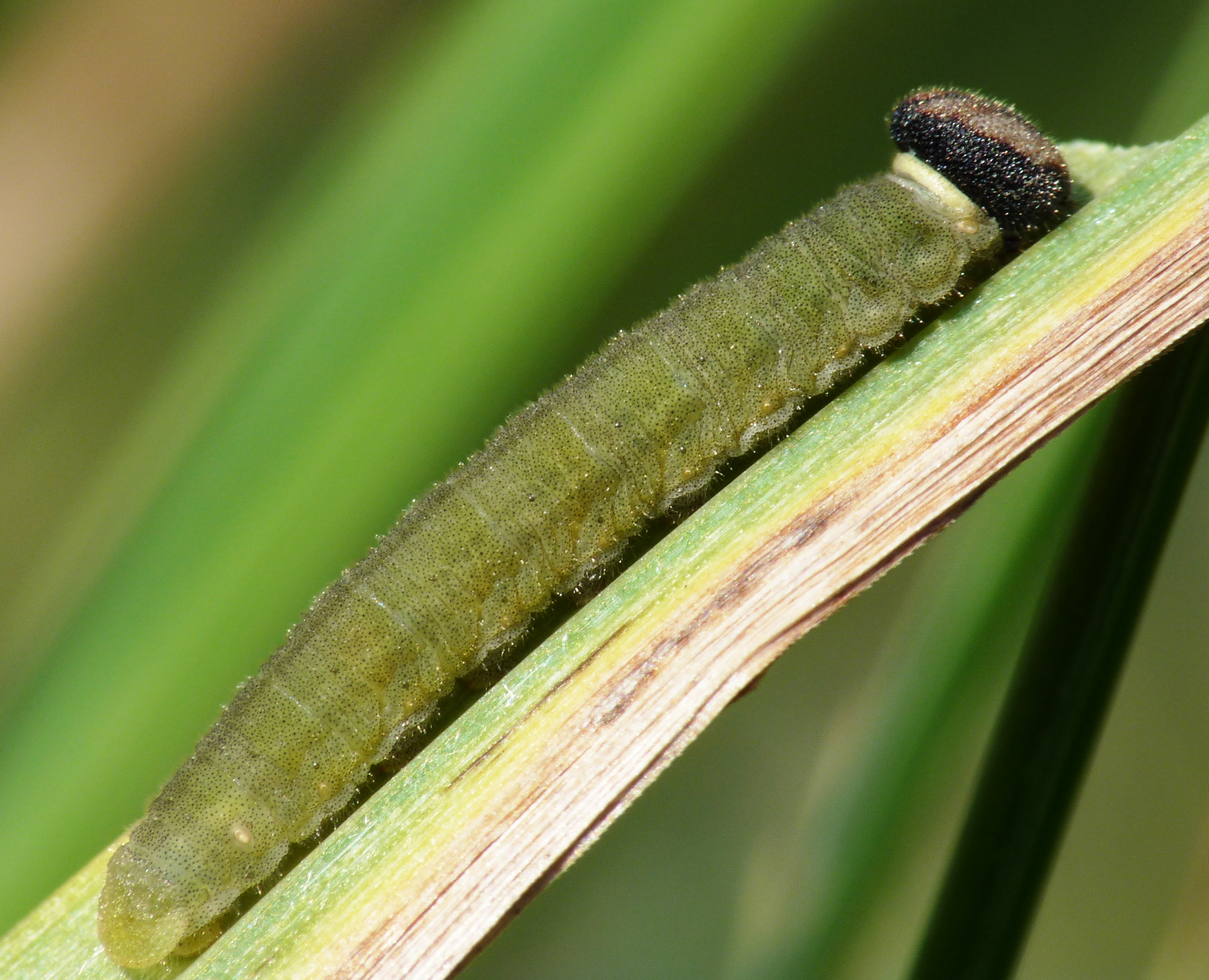
Chenille, vue de profil
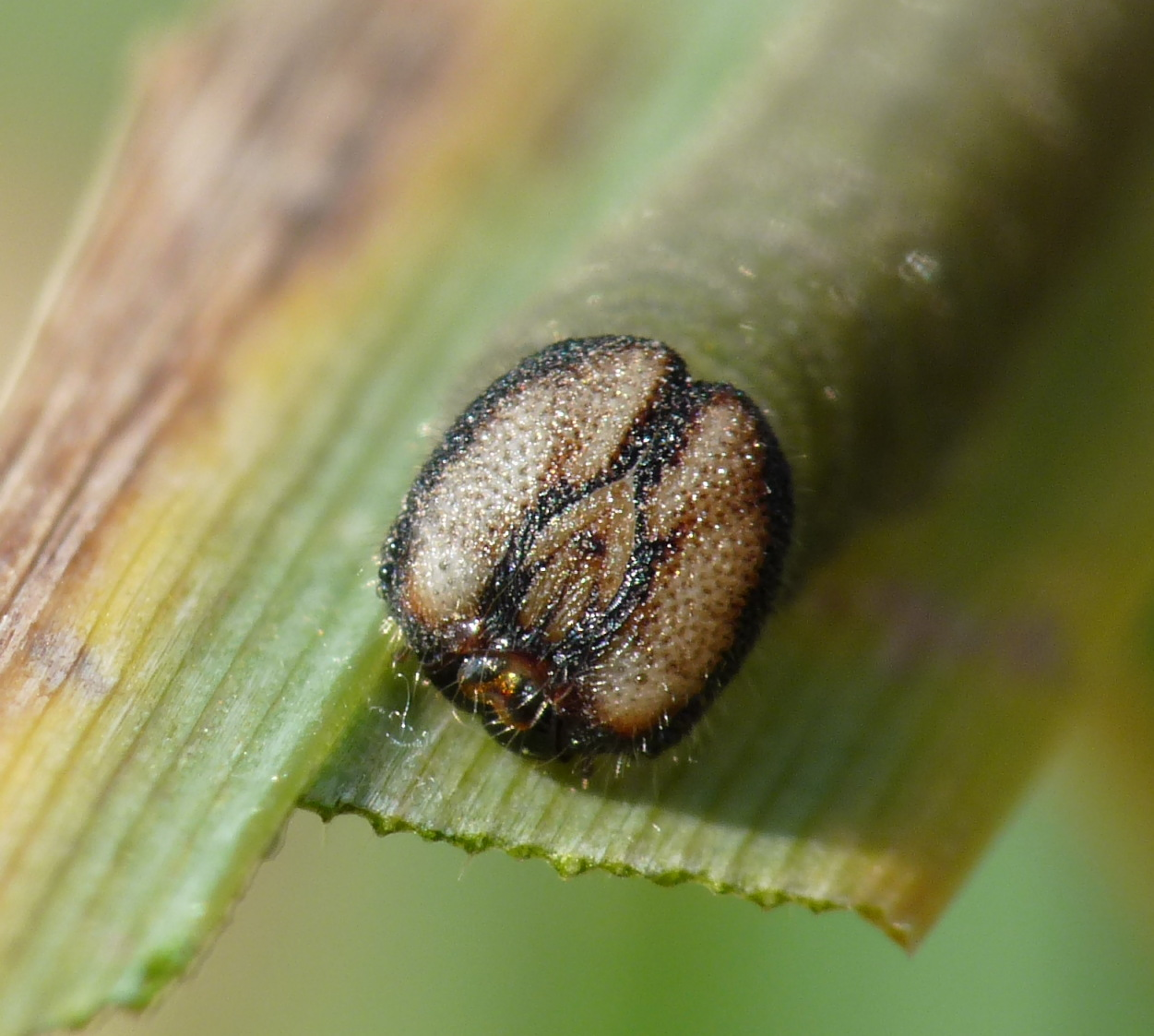
Chenille, vue de face

## Systématique
L'espèce Ochlodes sylvanus a été décrite par Eugen Johann Christoph Esper en 1777 sous le nom de Papilio sylvanus.

### Synonymes
Ochlodes sylvanus est connu sous les autres combinaisons et synonymes suivants,, :
- Papilio sylvanus Esper, [1777] – combinaison originale
- Augiades sylvanus (Esper, [1777])
- Hesperia sylvanus (Esper, [1777])
- Hesperia sylvana (Esper, [1777])
- Pamphila sylvanus (Esper, [1777])
- Papilio melicerta Bergsträsser, 1780
- Ochlodes alexandra Hemming, 1934
- Ochlodes esperiverity Hemming, 1934
- Ochlodes venatus auct. europ., nec (Bremer & Grey, 1853) – voir ci-dessous
- Ochlodes venata auct. europ., nec (Bremer & Grey, 1853) – voir ci-dessous
- Augiades faunus Turati, 1905
- Ocholdes faunus (Turati, 1905)
- Ocholdes venatus faunus (Turati, 1905)

Cette espèce fait l'objet d'un débat nomenclatural complexe. Notamment, elle est souvent désignée comme Ochlodes venatus (ou venata) dans la littérature et sur le web, mais l'opinion dominante considère que ces noms se rapportent à une espèce différente, uniquement présente en Asie orientale : Ochlodes venata (Bremer & Grey, 1853),.

## Noms vernaculaires
- en anglais : Large skipper
- en allemand : Rostfarbiger Dickkopffalter
- en espagnol : Dorada orla ancha

## Biologie et écologie

### Période de vol et hivernation
La Sylvaine vole habituellement en une seule génération annuelle, de juin à août. 
Elle pourrait cependant produire plusieurs générations dans le Sud de l'Europe.
Elle hiverne au stade de chenille adulte.

### Plantes hôtes
Les plantes hôtes de la chenille sont de très nombreuses poacées (graminées), dont Alopecurus pratensis, Brachypodium sylvaticum, Calamagrostis purpurea, Deschampsia flexuosa, Phragmites communis et Phalaris arundinacea,. Sont aussi citées Festuca, Poa, Triticum, Dactylis glomerata, Molinia, Holcus lanatus, des chiendents,  des cypéracées: Luzula, etc.

### Biotope
La Sylvaine se rencontre dans des milieux assez divers : prés, lieux incultes riches en graminées, lisières forestières, clairières, haies et bords de routes.

## Distribution

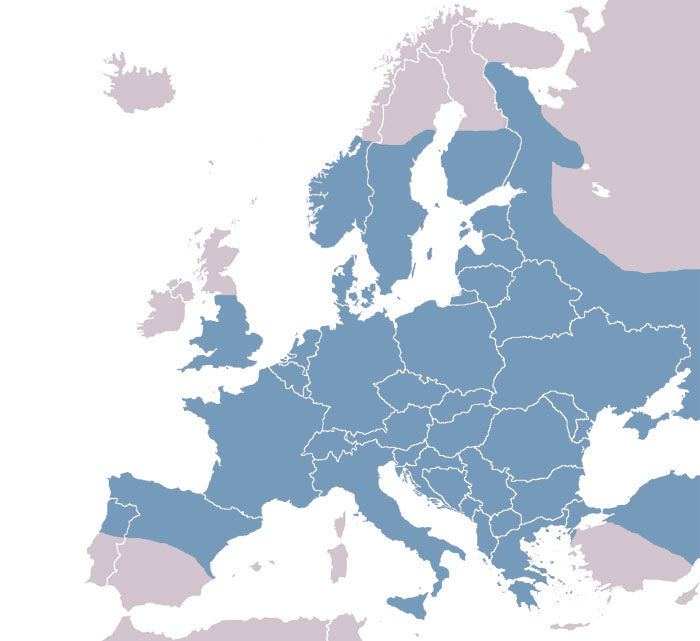
Répartition de la Sylvaine en Europe

La Sylvaine est répandue dans une grande partie de l'Europe et de l'Asie tempérée,.
En Europe, elle ne manque que dans le sud de la péninsule Ibérique, les îles Baléares, la Sardaigne, la Corse, l'Irlande, l'Écosse et le nord de la Scandinavie.
Elle est présente dans toute la France métropolitaine continentale.

## Protection
L'espèce n'a pas de statut de protection particulier en France.